# Нагорне (Гомельський район)
Нагорне (біл. Нагорнае) — селище в Довголіській сільраді Гомельського району Гомельської області Білорусі.
На сході межує з лісом.

## Географія

### Розташування
У 24 км від залізничної станції Якимівка (на лінії Калинковичі — Гомель), 33 км на південний захід від Гомеля.

## Транспортна мережа
Автодорога Калинковичі — Гомель.
Планування складається з короткої прямолінійної меридіональної вулиці, забудованій дерев'яними будинками садибного типу.

## Історія
Засноване селище на початку 1920-х років переселенцями з сусідніх сіл на колишніх поміщицьких землях. У 1930 році жителі вступили в колгосп. Розміщено сільгосппідприємство «Нагорне» науково-виробничого об'єднання «Ратон».

## Населення

### Чисельність
- 2004 — 21 господарство, 44 жителі.